# Tove Alexandersson
Tove Alexandersson (født 7. september 1992 i Stora Tuna) er en svensk orienteringsløber. Hun løber for Stora Tuna OK og det svenske landshold.
Tove Alexandersson fik sit store gennembrud i 2009, da hun vandt individuelt guld på mellemdistancen ved Junior-VM. Hun gentog det i de efterfølgende år, og har totalt vundet fem guld-, to sølv- og én bronzemedalje efter Junior-VM i 2012. Hun har i tillæg vundet flere medaljer ved VM i 2011 og 2012, samt to bronzemedaljer ved EM i 2011 og 2012. Hun sejrede endvidere i verdenscuppen 2015.
Hun konkurrere desuden også i skiorientering, hvor hun også er blandt verdens bedste. Hun vandt sprinten ved VM i skiorientering 2011.